# 90億の神の御名
『90億の神の御名』（90おくのかみのみな、原題: The Nine Billion Names of God）は、アーサー・C・クラークのSF短編小説。初出は1953年出版のアンソロジー「Star Science Fiction Stories No.1」で、2004年に1954年レトロ・ヒューゴー賞 短編小説部門を受賞した。

## あらすじ
とあるチベットの僧侶がマンハッタンの会社にコンピュータを求めてやってくる。僧院の創設以来3世紀にわたって、そこの僧侶達は神のあらゆる可能な御名をつらねたリストを編纂していた。その僧侶の話によると、神の可能な御名は彼ら独自のアルファベットで9字以内、さらに同じアルファベットは3文字以上連続して並ばないという。人の手で1万5千年かかるこの事業も、コンピュータを使えば3か月でやってのけることができ、それゆえコンピュータを使用したい、ということだった。
技術者2人が現地に派遣され、コンピュータと電動タイプライターは僧侶の要求通りに仕事を行っていた。その作業ももうすぐ終わるかというころ、2人の技術者は僧侶達の目的を知る。それは90億ある神の名をすべて書き並べると、神の目的は終わり、人間が創造された理由も失われる、というものだった。当然技術者は信じないが、仕事が完成したときに僧侶が何をするのか不安になり、予定していた飛行機が到着する1週間後にちょうど作業が終了するよう、コンピュータの仕事をわざと遅らせる。
1週間後、星々のきらめく夜空の下、技術者2人はポニーにのって飛行場に向かっていた。あのリストが完成したとき、僧侶たちが何を思い、何を行うだろうかと彼らは少なからず思慮していた。そしてコンピュータの作業が終わったかというころ、頭上の星々が音もなく消えかけていたことに彼らは気づく。

## 出版

### 英語
- 1953年 - Star Science Fiction Stories
- 1958年 - The Other Side of the Sky
- 1967年 - Clarke, Arthur C. The Nine Billion Names of God: The Best Short Stories of Arthur C. Clarke. New York: Harcourt, Brace & World, 1967.
  - 再版: Amereon, Ltd., 1996. ISBN 0-8488-2181-5

クラーク自身がストーリーを読んだカセットテープも1989年に発売されている。
1. ISBN 0945353448
2. ISBN 978-0945353447

### 日本語
- 「90億の神の御名」小隅黎訳、S-Fマガジン1964年6月号
- 「90億の神の御名」小隅黎訳、『天の向こう側』ハヤカワ・SF・シリーズ3225、1969年7月
- 「90億の神の御名」小隅黎訳、『天の向こう側』ハヤカワ文庫SF560、1984年6月、ISBN 4-15-010560-X
- 「90億の神の御名」小隅黎訳、『天の向こう側』ハヤカワ文庫SF1599、2007年2月、ISBN 978-4-15-011599-9
- 「90億の神の御名」小隅黎訳、『ザ・ベスト・オブ・アーサー・Ｃ・クラーク2 90億の神の御名』ハヤカワ文庫SF1719、2009年7月、ISBN 978-4-15-011719-1

## 上映権
クラーク自身によって書かれた『書誌学的な注釈』によれば、『あるハリウッドの映画会社が、一時的な精神錯乱の結果として、これの上映権を買い取ったのだが、私は今でも複雑な心境でその結末を待っている』とある。